# Перо Д. Коробар
Перо (Петър) Д. Коробар (на македонска литературна норма: Перо Д. Коробар) е югославски партизанин, политик от Социалистическа република Македония, прокурор и футболен функционер в СР Македония и Югославия.

## Биография
Роден е на 17 март 1914 година в град Велес. През 1939 година завършва Юридическия факултет на Белградския университет.
Взема участие в комунистическата съпротива като секретар на нелегалния народоосвободителен комитет във Велес. Отделно е военен прокурор към Главния щаб на НОВ и ПОМ. Неговите братовчеди братята Перо Коробар и Боро Коробар също участват в комунистическата съпротива.
След Втората световна война е първи обществен прокурор на Македония и помощник обществен прокурор на Югославия. Заема министерския пост секретар за законодателство на Изпълнителния съвет на СРМ. Секретар е и в Секретариата за организиране на властта и управлението към Правителството на СРМ. Народен представител в Републиканския събор на Събранието на СРМ. В периода 1963-1970 г. е пръв председател на Конституционния съд на Македония.
В отделни периоди е председател на Университетския съвет на Скопския университет, на Съюзния съд на Югославия, подпредседател на Съюза на дружеството на юристите на Югославия и председател на Съюза на дружествата на юристите в Македония. Бил е отговорен редактор на сп. „Правна мисъл“. Освен това известно време е председател на Футболния съюз на Македония и Югославия.